# Lucien Nonguet
Lucien Henri Nonguet (Poitiers, 10 maggio 1869 – Fay-aux-Loges, 22 giugno 1955) è stato un regista e sceneggiatore francese.
Fu, con Ferdinand Zecca, uno dei primi registi a lavorare per la Pathé. Diresse numerosi cortometraggi che avevano come interprete Max Linder.

## Filmografia

### Regista
- Quo vadis?, co-regia di Ferdinand Zecca (1901)
- La belle au Bois-Dormant, co-regia di Ferdinand Zecca (1902)
- Les noces de Cana, co-regia di Ferdinand Zecca (1902)
- Le mort du Christ, co-regia di Ferdinand Zecca (1903)
- Le miracle de sainte Véronique, co-regia di Ferdinand Zecca (1903)
- Le descente de croix, co-regia di Ferdinand Zecca (1903)
- Le crucifiement, co-regia di Ferdinand Zecca (1903)
- Le couronnement d'épines, co-regia di Ferdinand Zecca (1903)
- Le baiser de Judas: l'arrestation, co-regia di Ferdinand Zecca (1903)
- La Sainte Famille, co-regia di Ferdinand Zecca (1903)
- La résurrection, co-regia di Ferdinand Zecca (1903)
- La multiplications des pains, co-regia di Ferdinand Zecca (1903)
- La mise au tombeau, co-regia di Ferdinand Zecca (1903)
- La fuite en Égypte, co-regia di Ferdinand Zecca (1903)
- La flagellation, co-regia di Ferdinand Zecca (1903)
- La cène, co-regia di Ferdinand Zecca (1903)
- L'étoile mystérieuse, co-regia di Ferdinand Zecca (1903)
- L'entrée au Jérusalem, co-regia di Ferdinand Zecca (1903)
- L'annonciation, co-regia di Ferdinand Zecca (1903)
- L'ange et les saintes femmes, co-regia di Ferdinand Zecca (1903)
- L'adoration des mages, co-regia di Ferdinand Zecca (1903)
- Jésus succombe sous sa croix, co-regia di Ferdinand Zecca (1903)
- Jésus parmi les docteurs, co-regia di Ferdinand Zecca (1903)
- Jésus et la samaritaine, co-regia di Ferdinand Zecca (1903)
- Jésus est présenté au peuple, co-regia di Ferdinand Zecca (1903)
- Jésus devant Pilate, co-regia di Ferdinand Zecca (1903)
- Jésus chassant les vendeurs du temple, co-regia di Ferdinand Zecca (1903)
- Jésus au jardin des oliviers, co-regia di Ferdinand Zecca (1903)
- Atrocités turques (1903)
- Apothéose, co-regia di Ferdinand Zecca (1903)
- La Vie et la Passion de Jésus-Christ, co-regia di Ferdinand Zecca (1903)
- Épopée napoléonienne - Napoléon Bonaparte (1903)
- Épopée napoléonienne - L'Empire (1903)
- Le pape Léon XIII au Vatican (1903)
- La Belle au bois dormant, co-regia di Ferdinand Zecca (1903) (versione del 1902 colorata a mano)
- La mort du pape Léon XIII (1903)
- Avènement de Pie X, co-regia di Ferdinand Zecca (1903)
- Don Quichotte, co-regia di Ferdinand Zecca (1903)
- Guillaume Tell (1903)
- Le chat botté, co-regia di Ferdinand Zecca (1903)
- Massacres de Macédonie (1903)
- Assassinat de la famille royale de Serbie (1903)
- Événements russo-japonais - Reprise d'une redoute (1904)
- Événements russo-japonais - Reddition de Port-Arthur (1904)
- Événements russo-japonais - Exécution de Coréens (1904)
- Événements russo-japonais - Dernier assaut de la colline (1904)
- Événements russo-japonais - Guerre russo-japonaise n°1 (1904)
- Événements russo-japonais - Guerre russo-japonaise n°2 (1904)
- Événements russo-japonais - Guerre russo-japonaise n°3 (1904)
- Événements russo-japonais - Guerre russo-japonaise n°4: Défense de Port-Arthur (1904)
- Événements russo-japonais - Vive le Japon! (1904)
- Événements russo-japonais - Vive la Russie! (1904)
- Événements russo-japonais - Combat naval russo-japonais (1904)
- Événements russo-japonais - Embuscade (1904)
- Événements russo-japonais - La vigie de Port-Arthur (1904)
- L'incendie du Théâtre Iroquois à Chicago (1904)
- Événements russo-japonais - Combats sur le Yalou (1904)
- Événements russo-japonais - Autour de Port-Arthur (1904)
- Événements russo-japonais - Attaque d'un train (1904)
- L'assassinat du ministre Plehve (1904)
- Événements russo-japonais - Tactique russe (1904)
- Événements russo-japonais - Autour de Port-Arthur (2e série) (1904)
- Événements russo-japonais - Atrocités antisémites russes (1904)
- Martyrs Chrétiens (1905)
- Les troubles de Saint-Pétersbourg (1905)
- L'assassinat du grand-duc Serge (1905)
- L'incendiaire, co-regia di Ferdinand Zecca (1905)
- Au pays noir, co-regia di Ferdinand Zecca (1905)
- Les petits vagabonds (1905)
- Dix femmes pour un mari, co-regia di Ferdinand Zecca e Georges Hatot (1905)
- Événements russo-japonais - Épisode de Yan-Taï (1905)
- Événements russo-japonais - Défense d'une pagoda (1905)
- La saint-Barthélémy (1905)
- Les Martyrs de l'Inquisition (1905)
- Gontran pompier (1905)
- Le déserteur (1906)
- La révolution en Russie (1906)
- Événements russo-japonais - Sous Moukden (1906)
- Terrible angoisse (1906)
- L'obsession de l'or, co-regia di Segundo de Chomón (1906)
- L'espionne (1906)
- Les dessous de Paris (1906)
- Une conspiration sous Henri III (1906)
- C'est roulant (1906)
- Vers la pente (1907)
- Pour la fête de sa mère (1907)
- Idée d'apache (1907)
- À Biribi, disciplinaires français (1907)
- La légende de Polichinelle, co-regia di Albert Capellani (1907)
- Domestique hypnotiseur (1907)
- La Belle au bois dormant, co-regia di Albert Capellani - cortometraggio (1908)
- Le roman d'un malheureux (1908)
- Victime de sa probité (1908)
- L'Affaire Dreyfus, co-regia di Ferdinand Zecca (1908)
- Le bébé (1908)
- L'histoire d'un crime (1908)
- Une bonne pour monsieur, un domestique pour madame (1910)
- Max et son rival (1910)
- Max et l'edelweiss (1910)
- Max fait du ski, co-regia di Louis J. Gasnier (1910)
- Max se trompe d'étage (1910)
- Max champion de boxe, co-regia di Max Linder (1910)
- Max prend un bain (1910)
- Max hypnotisé (1910)
- Max manque un riche mariage (1910)
- Max ne se mariera pas (1910)
- Max et la belle négresse (1910)
- La vie d'un joueur (1910)
- Le pardessus de l'oncle (1911)
- Gontran fiancé courageux (1911)
- Gontran à la recherche d'une profession (1911)
- Max fiancé (1911)
- Max se marie, co-regia di Max Linder (1911)
- Max et sa belle-mère, co-regia di Max Linder (1911)
- Gontran a le coup de foudre (1911)
- Gontran a peur du choléra (1911)
- Express-Union (1911)
- Max célibataire (1912)
- Gontran chauve par amour (1912)
- Gontran a volé un enfant (1912)
- Max fait de la photo (1913)
- Gontran flirte malgré lui (1913)
- Un idiot qui se croit Max Linder, co-regia di Romeo Bosetti (1914)
- Les trois potards (1919) (anche sceneggiatore)
- Freddy chef costumier (1919) (anche sceneggiatore)
- Les deux paillassons (1919)
- Une institution modèle (1920) (anche sceneggiatore)

### Sceneggiatore
- Christophe Colomb, regia di Vincent Lorant-Heilbronn (1904)

### Assistente di regia
- Roman d'amour, regia di Vincent Lorant-Heilbronn e Ferdinand Zecca (1904)
- Joseph vendu par ses frères, regia di Vincent Lorant-Heilbronn (1904)

### Attore
- Les débuts de Max au cinéma, regia di Louis J. Gasnier e Max Linder (1910)